# RasGas
RasGas est une compagnie produisant du gaz naturel liquéfié au Qatar et qui a été créée en 1993. Suivant le modèle de Qatargas, l'entreprise est principalement détenue par la Qatar Petroleum, avec des participations minoritaires étrangères (Exxon...). Elle possède des accords de distribution du GNL à long terme, notamment avec la Korea Gas Corporation.

## Histoire
En décembre 2016, le Qatar annonce la fusion de Qatargas et de RasGas dans Qatargas.

## Opérations
Le nom RasGas correspond à plusieurs projets réalisés depuis 1993. La société RasGas Company Limited, constituée en 2001, exploite actuellement sept trains de liquéfaction sur le site de Ras Laffan à la suite du démarrage récent des 2 trains (train 6 et 7) de liquéfaction de 8 millions de tonnes de LNG chacun, soit une capacité totale de l'usine de 36,7 millions de tonnes de LNG par an.
RasGas exploite aussi une usine d'hélium qui produit 9,2 tonnes d'hélium liquide par jour, soit 10 % de la production mondiale.